# 와카코와 술
《와카코와 술》(일본어: ワカコ酒 와카코자케[*])은 신큐 치에가 그린 일본의 만화 작품이다. 《월간 코믹 제논》(도쿠마 쇼텐)에서 연재 중이며, 같은 잡지의 웹 만화인 《WEB 코믹 제뇬》에서 배포 중이다. 2015년 7월부터 매주 월요일에 LINE 만화에서 연재된다.
2015년 1월에 텔레비전 드라마화되었고, 또 같은 해 7월부터 TV 애니메이션화되었다. 2016년 1월 8일부터 『와카코와 술 Season2』의 타이틀로 텔레비전 드라마가 방송될 것으로 밝혀졌다.
2015년 11월부터 이듬해까지는 대한민국에서 이 작품을 리메이크한 텔레비전 드라마 <나에게 건배>가 방송되었다.

## 등장 인물
무라사키 와카코
성우 - 사와시로 미유키(텔레비전 애니메이션) / 타카하시 미나미(전국대전)
이 작품의 주인공. 26세의 OL.
미무라
별명은 "미이 씨". 와카코와 같은 부서에 근무하는 밝고 명랑한 여자.
나카노
별명은 "홋시". 와카코와 같은 부서에 근무하는 착실한 사람의 여자.
시라이시
와카코가 교육계를 맡고있는 후배의 남자.
오카다 주임
와카코가 속한 부서에서 수석을 맡고있는 남자.
사치코
와카코의 친구 1명으로 기혼자.
히로키
와카코의 교제 상대.

## 평가
「전국서점원이 고른 추천 코믹 2014」에서 10위에 랭크 인했다.

## 텔레비전 드라마
2015 〈와카코와 술〉제작위원회 (에스 피 오, BS JAPAN, RCC 주고쿠 방송)가 제작하는 텔레비전 드라마.

### 캐스트

#### 주인공
- 다케다 리나 - 무라사키 와카코

#### 기타
- 노조에 요시히로 - "보라쿠"대장
- 카마카리 켄타 - 아오야기
- 홋타 마사루 - 타마 씨
- 야마다 키누오 - 미이 씨
- 와타나베 미즈키 - 아베짱
- 나가이 쿄 - 시라이시
- 사코이 타카유키 - 하세가와
- 카토 유타카 - 콘노
- 시오츠카 코우헤이 - 오카다